# 淨慧岩摩崖造像
淨慧岩摩崖造像位於四川省資陽市安岳縣岳陽鎮望城村二組的白雲山北面山腰，整個造像區崖長22米，高8.5米。現有金窟18個，造像82尊，碑刻題記11通。石窟開鑿于宋，延續至明、清。造像區內有宋慶曆四年（1044）、紹興二十三年（1153）等碑刻題記。造像內容有接引佛、藥師佛、維摩詰經變、數珠觀音、趙慶昇像等。其中第1號窟主像接引佛高達5.2米，頭螺誓，面部豐滿，雙耳垂肩，著雙領下垂裴槳，站立於仰蓮臺上。第6號盒陰刻南宋處士趙慶昇像，雕刻手法細膩，最為傳神。淨慧岩摩崖造像開鑿年代準確，造像題材廣泛，雕刻精美的具有極高的歷史、藝術和科學研究價值。1985年，淨慧岩摩崖造像被安岳縣人民政府公佈為縣級文物保護單位。2012年7月16日公佈為第八批四川省文物保護單位。